# Pisione remota
Pisione remota é uma espécie de anelídeo pertencente à família Sigalionidae. Trata-se de uma espécie presente no território português, incluindo a sua zona económica exclusiva.
A autoridade científica da espécie é Southern, tendo sido descrita no ano de 1914.